# 423
Cette page concerne l'année 423  du calendrier julien. Pour l'année 423 av. J.-C., voir 423 av. J.-C. Pour le nombre 423, voir 423 (nombre).
L'année 423 est une année commune qui commence un lundi.

## Événements

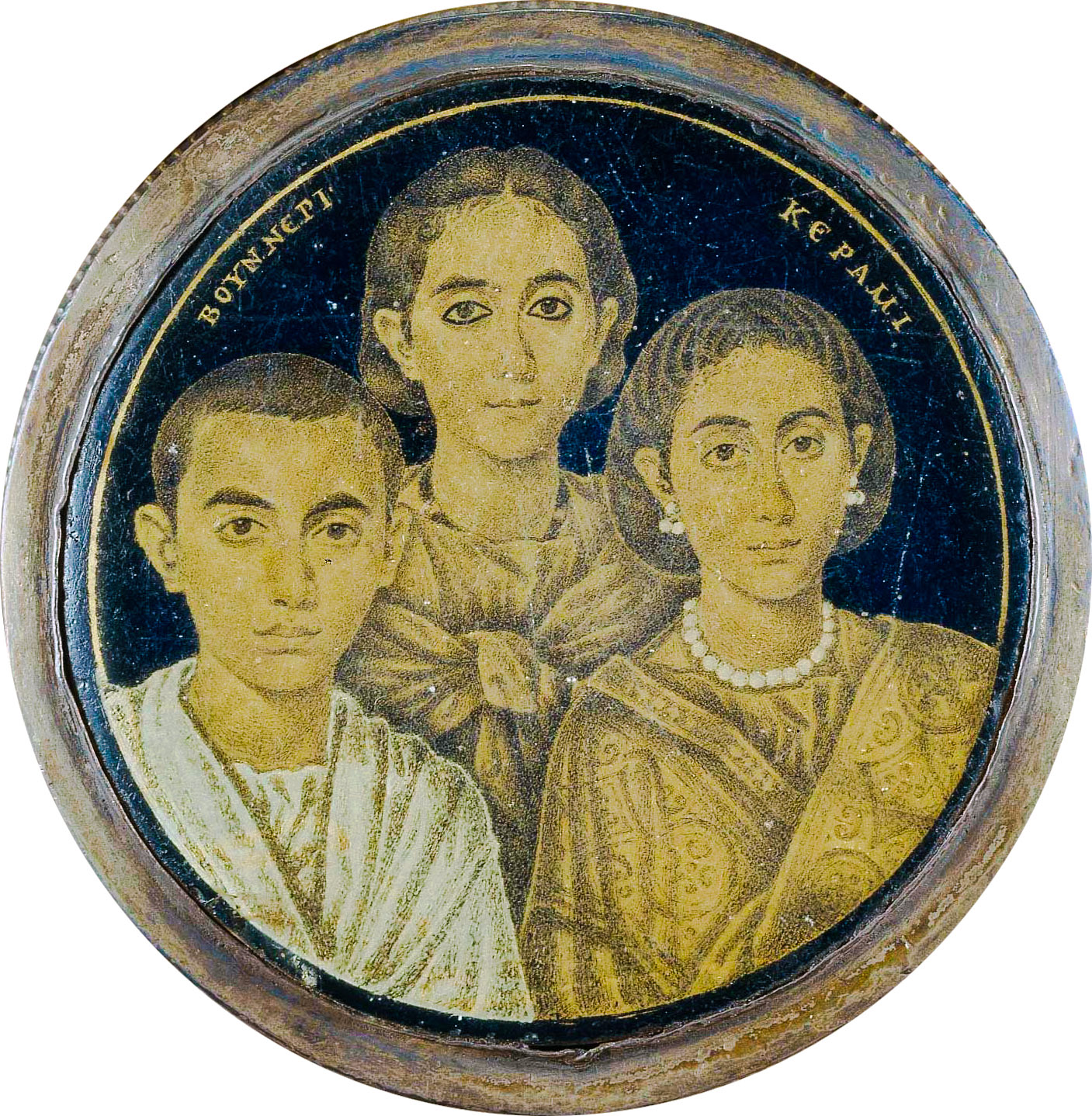
Galla Placidia et ses enfants.

- 2 janvier : Eudocie, femme de Théodose II, est proclamée Augusta[1].
- Printemps : Honorius fait exiler Galla Placidia et ses enfants à Constantinople[2].
- 15 août : mort d'Honorius[3].
- 20 novembre : après la mort d’Honorius, un usurpateur, le primicier des notaires impériaux Jean, prend l’empire à Ravenne[4]. Aetius (né en 390), qui a passé une partie de sa jeunesse comme otage chez les Wisigoths et les Huns, se rallie à sa cause et va recruter une armée chez les Huns. Quand il revient avec une forte armée, Jean a déjà succombé aux attaques de Galla Placidia, fille de Théodose Ier, soutenue par son neveu Théodose II (mai 425)[5].
- En Chine du Nord, les Tabghatch de la dynastie Wei du Nord prennent Luoyang[6].
- Nouveau pillage de Trèves par les Francs rhénans[7].

## Naissances en 423
- Sainte Geneviève, patronne de Paris (ou 422).

## Décès en 423
- 15 août : Honorius, premier empereur romain d'Occident, sans doute d’hydropisie.